# Insurekcja Deniski
Insurekcja Deniski – pierwszy po III rozbiorze Polski zbrojny zryw Polaków w walce o niepodległość.
Już u schyłku insurekcji kościuszkowskiej na Podolu, Bukowinie i Wołoszczyźnie organizowały się polskie wojskowe obozy szkoleniowe, w których Polacy, korzystając z poparcia Turcji, oczekiwali na rychłą w ich mniemaniu wojnę z Rosją. Liczbę stacjonującej tam szlachty ocenia się na 1–1,7 tys. osób. Obozy te były wizytowane przez oficerów angielskich i francuskich. Spiskowcy mieli ponadto dobre kontakty z Centralizacją Lwowską. 
Na początku marca 1797 roku grupa oficerów powołała Związek Wojskowy z brygadierem Joachimem Deniską na czele i ułożyła akt powstania, w którym głoszono między innymi zniesienie stanów. Polityczną reprezentacją insurekcji miało być Zgromadzenie Narodowe. Na cywilnego naczelnika powstania przewidziano Waleriana Dzieduszyckiego, dowództwo wojskowe miało być zaś powierzone Karolowi Kniaziewiczowi. 
W maju 1797 roku w grupie oficerów nastąpił konflikt, Denisko zmuszony został do złożenia dowództwa. Równolegle wskutek infiltracji wywiadu rosyjskiego wśród członków Centralizacji Lwowskiej nastąpiły aresztowania (zatrzymano między innymi Dzieduszyckiego). Pomimo tego 26 maja Denisko z grupą około 200 zwolenników przekroczył w okolicy Zaleszczyk granicę austriacką. Ogłoszony przez Zgromadzenie Narodowe manifest zapowiadał między innymi zniesienie pańszczyzny. 
Już kilka dni później, 30 czerwca, w pierwszym starciu pod Dobronowicami powstańcy zostali rozbici przez wojsko austriackie; część z nich została wyparta do Turcji. Wzięci do niewoli zostali straceni 11 lipca w pobliżu Czernowiec. W końcu lipca Austriacy zlikwidowali resztki polskich obozów wojskowych. 
W powstaniu brał udział między innymi późniejszy generał, Jan Kanty Julian Sierawski. 